# 중국의 부정부패
중국의 부패는 중국 제국 시대, 중화민국, 또는 중화인민공화국에서의 부패를 의미할 수 있다.
중화인민공화국에서 부패는 중대한 문제로, 행정, 법 집행, 보건의료, 교육 등 모든 분야에 영향을 미친다. 개혁개방이 시작된 이래, 부패는 덩샤오핑이 주도한 시장 자유화 개혁으로 인한 ‘조직적 내재화’(organizational involution) 에 기인한 것으로 여겨진다. 소련 붕괴 이후의 동유럽 및 중앙아시아 등 다른 사회주의 경제 국가들이 경제 개혁을 단행한 이후와 마찬가지로, 개혁기 중국 또한 부패 수준이 증가해 왔다.
1980년대 후반 이후 중국 본토에서 실시된 여론조사에 따르면, 부패는 일반 대중의 주요 관심사 중 하나로 나타나고 있다. 뉴욕시립대학교 정치학 부교수인 옌쑨(Yan Sun)에 따르면, 1989년 톈안먼 광장 시위와 학살로 이어진 사회적 불만의 근본 원인은 민주주의 요구 자체보다는 간부 부패에 있었다고 한다. 부패는 중국 공산당의 정당성을 훼손하고, 경제적 불평등을 심화시키며, 환경을 악화시키고, 사회 불안을 조장한다.
톈안먼 사건 이후, 경제 자유화가 확대되었음에도 부패는 줄어들지 않았으며, 오히려 그 성격과 범위 면에서 더욱 고착화되고 심각해졌다. 대중의 인식에 따르면, 정직한 중국 공산당 관료보다 부정직한 관료가 더 많다는 견해가 일반적이며, 이는 1980년대 개혁 초기 10년 동안과는 정반대의 인식이다. 중국계 정치학자 페이민신(Minxin Pei)은 광범위한 부패를 억제하지 못하는 것이 중국의 미래 경제 및 정치 안정에 대한 가장 심각한 위협 중 하나라고 주장한다. 그는 뇌물 수수, 리베이트, 공금 횡령 및 낭비로 인한 비용이 국내총생산(GDP)의 최소 3%에 달한다고 추산한다.

## 중국 제국 시대
전통 중국에서 부패의 확산은 흔히 유가(儒家)의 ‘인치’(人治, rénzhì, 사람에 의한 통치) 개념과, 법가(法家)의 ‘법치’(法治, fǎzhì, 법에 의한 통치) 개념의 대립과 관련지어 설명된다. 이익 추구는 ‘천한 사람들’의 집착으로 간주되었으며, 진정한 유학자들은 ‘의’(义, 義, yì), 즉 도덕적 정의의 원칙에 따라 행동해야 한다고 여겨졌다. 이에 따라 모든 사회 관계는 상호 신뢰와 예(禮)를 기반으로 해야 했다. 그러나 이러한 도덕적 고결성은 소수 엘리트에게만 형성될 수 있었고, 그 외에는 제도적으로 구현되기 어려웠다.
송나라 시기 왕안석(王安石)이 국가의 화폐 관계를 제도화하여 부패를 줄이려 했던 시도는 유학 엘리트층의 강한 반발을 불러일으켰다. 그 결과 부패는 조정 내(예: 위중현, 화신)는 물론 지역 엘리트 사이에서도 광범위하게 지속되었으며, 이는 소설 『금병매(金瓶梅)』에서 비판의 대상으로 다루어지기도 했다. 당나라 시기에는 과거제와 관련된 새로운 형태의 부패도 나타났다.
명나라 말기에는 활발한 국제 무역으로 인해 중국에 은(銀)이 대거 유입되었고, 이는 상인들을 부유하게 만들었으며 관료들의 주요 착취 대상으로 떠올랐다. 17세기 초에는『속임수의 책(騙經, The Book of Swindles)』과 같은 문학 작품이 등장하여 사기 유형을 분류하였으며, 여기에는 ‘관청 하급 관리’나 ‘교육계의 부패’와 같은 범주도 포함되었다.

## 중화민국
중국 국민당(국민당, KMT)의 만연한 부패는 중국 공산당(CCP)의 인민해방군에 의해 국민당이 패배하는 데 중요한 요인 중 하나로 평가된다. 국민당 군대는 초기에 장비가 더 우수하고 병력도 많았으나, 국민당 내 광범위한 부패는 당의 인기를 훼손하고 지지 기반을 축소시켰으며, 공산당의 선전전에서 유리한 위치를 차지하도록 도왔다.

## 중화인민공화국
중화인민공화국에서 부패의 심각성에 대한 고품질의 신뢰할 수 있고 표준화된 설문 조사 데이터를 확보하는 것은 매우 어렵다. 그럼에도 불구하고 다양한 출처를 통해 일부 자료를 확인할 수 있으며, 이는 "냉엄한 현실을 보여준다"고 중국 문제 전문가인 민신 페이(Minxin Pei)는 평가한 바 있다.
공식적인 일탈 및 부패는 중화인민공화국 건국 이후 개인 및 단위 수준 모두에서 발생해 왔다. 초기에는 이러한 행위들이 주로 단위(중국어 간체자: 单位, 정체자: 單位, 병음: dān wèi) 제도와 관련이 있었는데, 이는 공산당의 전시 조직에서 발전한 제도였다. 중화인민공화국에서는 덩샤오핑의 개혁이 경제 발전의 대가로 부패를 초래했다는 비판을 받기도 했다. 그러나 마오쩌둥 집권 시기에도 부패는 존재했다.
마오쩌둥 사후 중국에서 국가 경제 내에 민간 부문이 등장하면서, 중국공산당(CCP) 간부들이 정부 직위를 이용해 권력을 남용하는 사례가 발생하게 되었다. 엘리트 계층이 막강한 경제적 권한을 장악하면서 일부 당 간부들의 자녀들이 수익성 높은 직위에 오르게 되었고, 이로 인해 중국공산당은 "태자당"(중국어 간체자: 太子党, 병음: tàizǐdǎng)이라 불리기도 한다. 이는 제국시대 중국의 족벌 부패를 연상시키는 표현이다. 원자바오 전 국무원 총리, 시진핑 중국공산당 총서기, 보시라이 전 충칭시 당서기 등 여러 저명한 정치인의 친인척들이 기업 활동을 통해 막대한 사익을 얻은 것으로 보도되었다. 중국공산당 내부의 부패에 대한 비판은 1989년 톈안먼 사건의 주요한 원인 중 하나로 지목되기도 한다.
중국의 정치적으로 도전받지 않는 체제는 간부들이 급속한 경제 성장의 기회를 착취하고 통제할 수 있는 여지를 제공한다. 부패에 대한 유인은 증가하는 반면, 이를 견제할 효과적인 제도적 장치는 부재한 실정이다.
중국에서는 구조적 부패와 비구조적 부패가 모두 만연해 있다. 비구조적 부패는 전 세계적으로 존재하며, 명확히 "불법" 또는 "범죄"로 규정될 수 있는 모든 행위를 의미한다. 이는 주로 횡령, 강탈, 뇌물 수수 등 다양한 형태의 금품 수수 행위를 포함한다. 반면, 구조적 부패는 특정한 경제적·정치적 구조에서 기인하는 것으로, 보다 광범위한 체제의 변화 없이는 근절하기 어려운 특성을 지닌다.
개혁기 중국에서 부패가 심화된 원인으로는 국가 제도의 취약성이 지목된다. 중국의 신좌파 학자들은 정부가 시장에 대해 보여준 일종의 "맹신"과, 특히 1992년 이후 지방 기관 및 행위자들에 대한 통제력과 권위의 약화를 비판해 왔다. 일부 학자들은 제도적 붕괴와 부패 증가 사이에 밀접한 연관성이 있다고 본다. 바너드 칼리지 정치학과의 뤼샤오보(Lü Xiaobo) 교수에 따르면, 중국의 부패는 당-국가 체제가 규율 있고 효과적인 행정 관료 집단을 유지하는 데 실패한 결과이다. 개혁기 중국 국가 체제 자체도 부패를 촉진하는 요인으로 작용했는데, 이는 국가 기관들이 제도적 견제 없이 규제 권한을 부여받으면서, 급속한 경제 성장과 기업 확장의 과정에서 이익을 추구할 새로운 기회를 활용하게 되었기 때문이다. 이러한 현상은 부서 단위와 개인 단위 모두에서 발생한다. 이와 같은 부패는 사회주의 체제를 개혁하는 국가들이 직면하는 구조적 딜레마의 일환으로 간주된다. 즉, 국가는 시장을 창출하고 규제하는 데 적극적으로 개입해야 하지만, 동시에 이러한 개입이 행정 예산에 추가적인 부담을 주게 된다. 관료 체계를 축소하여 부패 가능성을 줄이는 대신, 오히려 이를 확장할 수밖에 없는 상황에 놓이게 되는 것이다. 이에 따라 관리들은 규제 권한을 이용해 '렌트 추구'(rent-seeking) 행위에 나서게 된다.
그러나 모든 형태의 부패가 통제 불능 상태에 있는 것은 아니다. 옌위옌(Ang Yuen Yuen)의 연구에 따르면, 2000년대 이후 뇌물 수수가 급증했음에도 불구하고, 횡령이나 공공기금의 유용과 같은 다른 약탈적 형태의 부패는 동시에 감소했다. 또한 뇌물 수수 방식 역시 점점 더 정교한 형태로 변화해 왔다. 2024년에 발표된 논문에서 학자 란샤오환(Lan Xiaohuan)은 중국에는 다른 개발도상국에서 흔히 발견되는 소규모 부패(petty corruption)가 비교적 적다고 서술하고 있다.
2010년, 안정성에 미치는 영향이 크다고 여겨져 이례적으로 이루어진 조치로, 중국인민정치협상회의(NCPPCC) 전국위원회 부주석이자 국가심계서 전임 감사장이었던 리진화(李金华)는 인민일보에 기고문을 통해 공직자 및 그 자녀의 사업 활동에 대한 법적 장치 강화와 감독 확대를 촉구했다. 그는 중국공산당 간부 자녀와 가족의 급속한 부의 증대가 "대중이 가장 불만을 가지는 부분"이라고 지적했다.
국제탐사보도언론인협회(ICIJ)가 2014년 1월에 실시한 조사에 따르면, 중국 최고 정치·군사 지도자들의 가족 중 10여 명 이상이 영국령 버진아일랜드에 기반을 둔 역외 회사들과 관련되어 있는 것으로 나타났다. 보고서에 따르면, 시진핑 국가주석의 매형과 원자바오 전 총리의 사위 등이 조세 회피 및 자금 해외 이전을 위해 역외 금융센터를 이용한 인물들에 포함되어 있다. 이와 관련된 보도를 다룬 해외 언론 웹사이트는 금순공정을 통해 중국 내에서 차단되었다.
2012년 이후 전개된 반부패 캠페인의 대상에는 중국 증권감독관리위원회(CSRC) 부주석이자 중국 최고 증권 규제기관의 간부였던 야오강(姚刚)도 포함되었다. 그는 2015년 11월, 중국 증시 폭락으로 전 세계 금융시장에 충격을 준 직후 중앙기율검사위원회로부터 조사를 받았다.
국제투명성기구(Transparency International)가 발표한 2024년 부패인식지수(Corruption Perceptions Index)에서 중국은 0점(매우 부패)에서 100점(매우 청렴)까지의 척도 중 43점을 기록하였다. 총 180개국 가운데 점수 순위로는 76위를 차지했으며, 1위를 차지한 국가는 공공 부문이 가장 청렴한 것으로 인식되는 국가이다. 아시아·태평양 지역 국가들과 비교하면, 최고 점수는 84점, 지역 평균은 44점, 최저 점수는 16점이었다. 전 세계 국가들과 비교했을 때, 최고 점수는 90점(1위), 평균 점수는 43점, 최저 점수는 8점(180위)이었다. 2022년 부패인식지수에서는 중국의 부패 수준이 감소한 것으로 나타났으며, 2021년과 2022년에는 처음으로 중국이 평균 국가보다 부패 인식 수준이 낮은 것으로 평가되었다. 즉, 당시 중국의 점수는 45점으로, 평균 점수였던 43점보다 높았다.
2022년, 나바라 대학교와 맨체스터 대학교 연구진이 발표한 연구에 따르면, 시진핑 정부 하에서 특정 형태의 부패는 오히려 증가한 것으로 나타났다.

### 여론
중국공산당 간부와 중국 시민을 대상으로 한 여론 조사에서 부패는 국민이 가장 크게 우려하는 문제 중 하나로 꼽힌다. 중앙당교(중국공산당 고위 및 중간 간부를 양성하는 기관)의 연구진은 매년 100명 이상의 간부를 대상으로 설문조사를 실시하는데, 1999년부터 2004년 사이 응답자들은 부패를 가장 심각하거나 두 번째로 심각한 사회 문제로 평가했다. 마찬가지로 2006년 말 국무원 개발연구센터는 4,586명의 기업 임원(87%가 비국유 기업 소속)을 대상으로 지역 공직자들의 청렴성을 평가하게 했으며, 약 4분의 1은 지역 공직자가 ‘나쁘다’고, 12%는 ‘매우 나쁘다’고 답했다. 하버드대학교가 2016년에 중국인 3만 명 이상을 대상으로 실시한 연구에서는 응답자의 65%가 지역 공직자가 부패하지 않았다고 믿는 것으로 나타나, 2011년의 35%에서 크게 개선된 결과를 보였다.
공직자 부패는 국민들이 체제에 대해 가장 크게 불만을 품는 사안 중 하나이다. 옌선(Yan Sun)에 따르면, “당이 부패한 공직자를 모두 처형한다면 약간 과할 수 있으나, 공직자 중 절반이라도 처형한다면 잘못하지 않은 것이다.” 현대 중국에서는 뇌물 수수가 너무 만연해, 한 가난한 현(縣)의 당서기가 임기 중 60만 위안 이상의 뇌물을 거부했다는 이유로 반복적인 죽음 위협을 받기도 했다. 1994년, 공식적으로 ‘빈곤 지역’으로 지정된 또 다른 지역에서는 유엔식량농업기구(FAO) 대표단이 개발회의 참석을 위해 방문했으나, 회의장 밖에 줄지어 늘어선 수입 명차들을 보고 현지 관리들에게 “정말로 가난한 지역이냐?”라고 물었다. 2010년 인민일보가 실시한 드문 온라인 여론조사에서는 응답자의 91%가 중국 내 모든 부유층 가문이 정치적 배경을 가지고 있다고 믿는 것으로 나타났다.

### 수단
중국에서 흔히 나타나는 부패는 크게 세 가지 유형으로 분류된다. 갈취(graft), 지대추구(rent-seeking), 그리고 분봉주의(prebendalism)이다.
갈취는 가장 일반적인 형태로, 뇌물 수수, 불법 리베이트, 횡령, 공공 자금의 도난 등을 포함한다. 이는 공직자가 부정하거나 불법적인 목적을 위해 어떤 가치를 지닌 것을 수수하는 행위로, 허위 지출이나 공공 자금을 개인적 목적으로 사용하는 경우도 이에 해당한다.
지대추구는 독점적 권력을 가진 인물들이 보이는 모든 형태의 부패 행위를 의미한다. 공직자가 인허가권이나 독점권을 특정 이해관계자에게 부여함으로써, 제한된 시장에서 발생하는 초과 이익인 ‘렌트(rent)’를 얻는 구조이다. 이는 연고주의(cronyism)와 유사하며, 중국의 경우 공직자들이 렌트를 창출하는 동시에 이를 추구하는 ‘렌트 창출자’이자 ‘렌트 추구자’로서의 역할을 모두 수행한다. 여기에는 공직자 또는 관영 기업의 이익 추구, 불법 부과금이나 각종 수수료를 통한 강요 등이 포함될 수 있다.
분봉주의(prebendalism)는 공직자가 자신이 차지한 직위를 통해 특권과 혜택을 누리는 현상을 의미한다. 직위를 장악한 사람은 실제 혹은 허구의 활동에 대해 대가나 보상을 받을 권리를 가진 것으로 간주되며, 이로 인해 조직은 업무 수행의 공간이 아닌, 개인이나 집단이 자신의 이익을 추구하는 '자원 창고'로 전락하게 된다. 분봉적 부패는 반드시 금전적 이익을 목적으로 하지 않으며, 공식적 특권의 남용, 밀실 거래, 고객주의(clientelism), 연고주의(cronyism), 족벌주의(nepotism) 등을 포함할 수 있다.
중화인민공화국의 부패는 두 가지 주요 방식으로 발전해 왔다. 첫 번째 유형은 겉보기에 합법적인 공적 지출의 형태를 띠지만, 실제로는 사적 이익을 위한 낭비성 지출인 경우이다. 예를 들어, 일부 지방정부가 호화 저택과 유사한 대형 청사를 건설하는 사례가 점점 늘어나고 있다. 동시에, 많은 부패한 지방 관료들은 자신이 관할하는 지역을 범죄 세력 및 부정한 사업가들과 결탁한 사실상의 ‘마피아 국가’로 만들고 있다. 중국인민해방군(PLA)에서는 부패가 고위 직책이나 승진을 금전으로 거래하는 형태로 나타났으며, 권한을 가진 인사들이 군 관련 부동산이나 계약과 연계된 기업으로부터 뇌물을 수수하는 행위도 있었다.
개혁개방 이후의 경제에서 국가와 관료들이 주요 행위자이지만, 행정가와 기업가 사이에 정당한 소통 경로가 부재한 가운데 새로운 이익 집단과 경제 권력이 형성되었다. 규제와 감독의 부재로 인해 양자의 역할은 명확하게 구분되지 않았으며, 뤄샤오보(吕晓波)는 자신의 저서에서 이를 “간부에서 기업가로(From Apparatchiks to Entrepreneurchiks)”라는 제목으로 설명하고 있다. 관료와 기업가가 얽힌 네트워크에 의해 형성된 불법 관도(官倒) 기업들은 정부 기관이나 국유기업의 외형을 띤 채 성장하며, 완전히 공적이지도 사적이지도 않은 회색 영역에서 운영된다. 최근 벤 힐먼(Ben Hillman)은 공식적인 부패가 국가 내부의 후견 네트워크(intrastate patronage networks)에 의해 어떻게 촉진되는지를 보여주었다. 힐먼에 따르면, 후견 네트워크는 기능 부전 상태의 관료제를 원활하게 움직이게 하면서 동시에 구성원들의 사적 이익을 위한 자원을 획득한다. 이러한 네트워크는 또한 당국의 기율 감시 기관으로부터 부패 가해자를 보호하는 역할도 한다. 힐먼의 연구는 중국에서 부패와 경제 발전이 어떻게 공존할 수 있었는지를 설명하는 데 기여한다.
중국인민해방군(PLA)은 주요 경제 행위자로 부상함과 동시에, 대규모 및 소규모 부패에 모두 관여해 왔다. 콜게이트대학교 정치학 교수 마이클 존스턴(Michael Johnston)에 따르면, 일관성 없는 조세 정책과 정치적으로 편향되고 비효율적인 은행 시스템은 편의 제공, 리베이트, 그리고 “노골적인 절도”에 이르기까지 다양한 부패 행위가 발생할 수 있는 여지를 제공한다.
부패는 또한 중국공산당 간부와 범죄 조직 간의 결탁 형태로도 나타났다. 범죄 조직은 종종 합법적인 기업을 가장한 채 활동하며, 공공기관에 침투하고 경찰과 긴밀히 협력해 왔다. 텔레그래프는 한 국유기업 직원을 인용하여 “사실 충칭의 경찰서는 매춘, 도박, 마약 밀매의 중심지였다. 경찰은 때때로 폭력배를 체포하거나 감옥에 보내기도 했지만, 그들 스스로는 이를 휴가를 다녀오는 것쯤으로 여겼다. 경찰과 조직폭력배는 친구 사이였다”고 보도했다. 텔레그래프에 따르면, 일부 사례에서는 정권 관리들의 묵인 아래 폭력 조직이 활개를 치며 무고한 시민이 살해되기도 했다.
일부 공직자들은 중국 내 성매매 인신매매에 연루된 것으로 드러났다.

#### 주택
중국의 주택 붐과 중앙정부의 정책이 공공주택 확대 중심으로 전환되면서, 공직자들이 부동산을 사적으로 착복할 수 있는 경로도 늘어나고 있다. 파이낸셜 타임스는 2010년에 여러 지방 관료들이 연루된 공공주택 관련 스캔들을 보도했다. 예를 들어, 산둥성 르자오에서는 사회주택으로 지정된 아파트 단지 3,500세대가 시세보다 30~50% 저렴한 가격에 지방 공직자들에게 분양되었다. 산시성 메이셴에서는 도시 첫 공공주택 단지인 ‘도시의 아름다운 풍경(Urban Beautiful Scenery)’의 약 80%가 지방 공무원에게 돌아갔다. 또한 산시성 신저우에서는 지정 사회주택 목록에 포함된 아파트 1,578세대 규모의 신축 단지가 사실상 대부분 지방 공직자에게 배정되었으며, 일부는 준공 전에 이미 높은 가격에 전매되어 상당한 이익을 남긴 것으로 알려졌다. 글로벌 부동산 컨설팅업체 존스랑라살(Jones Lang LaSalle)은 이러한 공공주택 계획에 대한 투명성이 매우 부족하다고 지적했다.

### 영향
중국 내 부패의 영향이 전적으로 부정적인지 혹은 긍정적인 측면도 있는지는 여전히 논쟁의 대상이다. 부패는 능률적인 사람보다 인맥이 있거나 수단과 방법을 가리지 않는 사람에게 유리하게 작용한다는 점에서 해롭다. 이러한 구조는 인맥이 없는 사람들에게는 시장 진입 장벽을 형성하기도 한다. 또한 뇌물은 자원을 낭비적이거나 저품질의 프로젝트에 잘못 배분하게 만들며, 불법 거래로 얻은 수익은 대부분 해외 계좌로 이전되어 자본 유출을 초래한다. 요약하자면, 옌선(Yan Sun)은 부패가 발전을 왜곡하고 지연시킨다고 주장한다.
부패의 해로운 영향은 민신 페이(Minxin Pei)의 보고서에서 자세히 다루어졌다. 부패 스캔들에 연루된 금액은 1980년대 이후 기하급수적으로 증가했으며, 현재 부패는 국가 통제 부문에 더욱 집중되어 있다. 이들 부문에는 인프라 사업, 부동산, 정부 조달, 금융 서비스가 포함된다. 페이는 부패로 인한 비용이 연간 최대 860억 달러에 이를 수 있다고 추정하지만, 그 추정 방법론에 대해서는 구체적으로 밝히지 않았다.
중국 내 부패는 특히 외국인 투자자 등 서구 기업들의 이익에도 피해를 준다. 이들은 인권, 환경, 재무상 책임 위험에 노출되는 동시에, 불법 관행을 통해 경쟁 우위를 차지하려는 경쟁자들과 맞서야 한다. 장기적으로 부패는 도시 내 및 도시와 농촌 간 소득 격차를 심화시키고, 새로운 고소득 ‘사회주의 백만장자’ 계층을 형성하여 시민들의 불만을 더욱 증폭시키는 등 “폭발적인 결과”를 초래할 가능성이 있다.
일부 부패 스캔들은 일반 시민들을 폭력적으로 공격하는 양상을 보이기도 했다. 예를 들어, 장쑤성 허완 마을에서는 당 간부들이 석유화학 공장 건설을 위해 현지 농민들을 강제로 토지에서 내쫓기 위해 200명의 폭력배를 고용해 농민들을 공격했다. 허완 마을 당 서기인 쑨샤오준은 이후 체포되었으며, 한 농민이 이 사건으로 목숨을 잃었다. 공직자들은 경쟁자를 제거하기 위해 청부 살인이나 산성 테러를 동원하기도 했다. 2009년 8월, 헤이룽장성 허강시 통신국 전 국장은 후임자의 배은망덕을 이유로 청부 살인을 지시한 혐의로 사형을 선고받았다.
반면, 부패가 긍정적인 효과를 가져올 수 있으며, 이에 따라 반부패 노력을 비판하는 주장도 있다. 그 이유는 세 가지로 요약된다. 첫째, 부패를 뿌리 뽑는 과정이 과도한 신중함을 초래할 수 있다는 점, 둘째, 부패가 관료제의 경직성을 완화하는 ‘윤활유’ 역할을 하여 상업 거래를 촉진할 수 있다는 점, 셋째, 부패는 개혁개방 과정에서 불가피한 ‘필연적 거래’라는 점이다. 이들은 부패가 권력을 공직자들에게 배분하는 데 도움을 주며, 심지어 ‘새로운 체제’의 등장을 가능하게 하고 개혁의 원동력으로 작용할 수 있다고 주장한다.
세 번째 주장은 부패를 단순히 ‘선’ 또는 ‘악’으로 이해해서는 안 된다는 것이다. 정치학자 위엔 위엔 앙(Yuen Yuen Ang)은 모든 부패가 해롭지만, 부패의 유형에 따라 해로움의 방식이 다르다고 주장한다. 그녀에 따르면, 중국에서 특징적인 부패 형태는 ‘접근 자금(access money)’이라 불리는 엘리트 간의 교환 기반 부패(예: 대규모 뇌물)다. 그녀는 이를 스테로이드에 비유하며, “스테로이드는 ‘성장 촉진 약물’로 알려져 있지만 심각한 부작용을 동반한다”고 설명한다. 더 디플로맷과의 인터뷰에서 앙은 “중국 경제를 이해하는 올바른 방법은 단순히 고성장 경제가 아니라 불균형하고 불평등한 경제라는 점이다. 이는 접근 자금의 만연을 반영한다”고 말했다. 학자 란 샤오환(Lan Xiaohuan)은 (1) 재산권을 침해하는 갈취나 뇌물 같은 약탈적 부패와 (2) 경제 성장을 일정 기간 공존할 수 있으나 장기적으로 경제 발전을 훼손하거나 왜곡하는 정실자본주의(cronyism)를 구분한다.

### 대응책
중국 공산당(CCP)은 부패를 줄이기 위해 법률과 기관을 신설하는 등의 반부패 조치를 시행해 왔다.
중국 형법(1997년)은 여러 부패 관련 범죄를 규정하고 있으며, 가장 흔한 범죄 유형으로는 횡령, 뇌물 수수, 집단 횡령, 유용, 출처가 불분명한 거액의 재산 보유, 권한 남용, 직무 태만, 사기 등이 포함된다.
2004년, 중국 공산당은 공직자들의 기업 겸직에 관한 엄격한 규정을 마련했다. 중앙기율검사위원회와 당 조직부는 각급 당 위원회, 정부 및 관련 부서에 공무원과 당 간부가 기업에서 겸직을 하는 것을 승인하지 말라는 내용의 공동 통지문을 발행했다. 또한 공무원의 부정 축재를 금지하는 법률 제395호도 제정되었다.
2005년부터 2006년 사이에 6,000명의 공직자가 부패 혐의로 조사받고 처벌되었다.
2007년, 중국 당국은 주로 정보 수집과 기관 간 조정에 중점을 둔 국가부패방지국(NCPB)을 설립했다. 감독부, 검찰청, 중앙기율검사위원회(CCDI)와 달리, NCPB는 “예방 조치의 실행, 기관 간 자산 이동 모니터링, 정보 공유 촉진, 민간 영역(사기업, 사회단체, 비정부기구 포함) 내 부패 행위 감시에 집중”했다. 그러나 NCPB의 독립성 부족으로 인해 실제 부패에 미치는 영향은 제한적이었다.
부정경쟁방지법은 경제적·행정적 제재가 가능한 상업적 뇌물 수수를 금지하고 있다. 물품 매매 과정에서 뇌물을 주거나 받는 행위는 금지되며, 위반 시 기업은 1만 위안에서 20만 위안까지 과태료를 부과받는다. 중국 형법은 부당한 이익을 얻기 위해 재산을 주고받는 행위를 금지하며, 벌금, 재산 몰수, 징역 또는 사형까지 처벌할 수 있다. 그러나 관련 법률 집행이 미흡하여 이러한 조치들은 대체로 효과적이지 못하다. 또한 중앙기율검사위원회가 주로 비밀리에 운영되기 때문에, 연구자들은 부패 혐의를 받는 공직자들이 어떻게 징계받고 처벌되는지 명확히 알기 어렵다. 부패 공직자가 실제로 감옥에 가게 될 확률은 3%도 채 되지 않아, 부패가 고수익·저위험 활동이 되고 있다. 이러한 처벌의 관대함이 중국에서 부패 문제가 심각한 주요 원인 중 하나이다.
부패가 규모와 복잡성 면에서 커져왔지만, 반부패 정책은 크게 달라지지 않았다. 1950년대와 마찬가지로, 반부패 구호와 도덕적 권고, 부패자들을 공개적으로 내세우는 공산주의식 대중 캠페인이 여전히 공식 정책의 핵심 부분으로 남아 있다.
2009년, 중국 공산당 내부 보고서에 따르면 부패 혐의로 유죄 판결을 받은 공직자가 106,000명에 달해 전년 대비 2.5% 증가했다. 100만 위안(약 14만 6천 달러) 이상의 횡령으로 적발된 공직자 수는 전년 대비 19% 증가했다. 비정부기구나 자유 언론과 같은 독립적인 감시 기구가 없기 때문에 부패가 만연해 있다.
이러한 노력들은 주요 범죄자들에 대한 가혹한 징역형이나 심지어 사형 집행이 간헐적으로 이루어지기도 한다. 그러나 기업 및 관료의 행동에 대한 규칙과 가치관은 변동성이 크고 때로는 상충하며, “깊이 정치화되어 있다.” 많은 국가에서는 체계적인 반부패 조치로 윤리 강령을 제정하고 신속한 처벌을 부과하는 독립적인 무역 및 직능 단체, 비정부기구(NGO)와 같은 감시 단체, 자유 언론 등이 존재하여 부패를 제한한다. 그러나 중국에서는 이러한 조치들이 중국 공산당의 통치 방식 때문에 존재하지 않는다.
따라서 중국 공산당의 징계 기관과 검찰 기관이 대중으로부터 접수된 부패 신고에 대해 인상적인 통계 수치를 내놓고 있음에도 불구하고, 대다수 시민이나 관찰자들은 부패가 체계적으로 해결되고 있다고 믿지 않는다.
반부패 조치에도 한계가 있다. 예를 들어, 후진타오의 아들이 나미비아에서 부패 수사에 연루되었을 때, 중국의 인터넷 포털과 당 산하 언론은 보도하지 말라는 지시를 받았다.
한편, 후난성 당 기율검사위원회 위원이 명명한 ‘부패 보호주의(corruption protectionism)’도 존재한다. 관료들은 자신이 속한 기관 직원들에 대한 부패 수사를 방해하여 이들이 처벌을 피할 수 있도록 돕는다. 일부 경우에는 고위 관리들이 중앙 정부의 승인을 받아 특별 조사팀을 구성해 지방의 저항을 피하고 협조를 강제하기도 했다. 그러나 중국에서는 수직적·수평적 지도 구조가 서로 상충하는 경우가 많아, 공산당의 반부패 기관들이 하위 단계의 부패를 조사하는 데 어려움을 겪는다. 따라서 부패를 효과적으로 통제하는 목표는 집권당에게 여전히 달성하기 어려운 과제로 남아 있으며, 중국 국민을 오도하는 선전 수단에 불과하다.
2017년 5월, 알리바바는 최고인민검찰원의 반부패국과 "청렴하고 신뢰할 수 있으며 법치가 확립된 시장 환경 조성"을 위한 양해각서(MOU)를 체결했다. 이 양해각서에 따라, 반부패국은 알리바바와 앤트그룹(Ant Group)에 뇌물 수수 사건의 범죄 기록에 대한 접근 권한을 제공하고, 알리바바와 앤트그룹은 해당 기록을 조회하여 타오바오(Taobao) 판매자 검증, 자금세탁 방지 이니셔티브, 금융 리스크 통제 등의 과정에 활용하고 있다.
2020년 12월 포린 폴리시(Foreign Policy)에 실린 한 기사에 따르면, 수십 년간 중국 공산당 내부에 만연한 부패가 외국 정보기관, 특히 미국 중앙정보국(CIA)에 의해 악용될 수 있는 취약성을 초래했다고 지적했다. 반부패를 명분으로 한 중국 공산당의 숙청은 적어도 부분적으로는 방첩(counterintelligence) 우려에 의해 동기 부여된 것이었다.

#### 반부패 단속의 정치적 동기
중국에서 발생하는 주요 반부패 사건은 종종 중국 공산당(CCP) 내 파벌 간 권력 투쟁의 결과로 나타난다. 경쟁자들은 “부패와의 전쟁”을 자신들의 정적이나 기업계 라이벌을 공격하는 무기로 활용하기도 한다. 또한 중앙 지도부가 부패를 단속하는 목적은, 일정 수준 이상의 부패나 그 혜택을 지나치게 노골적으로 드러내는 사람들에게 경고를 보내기 위한 것이다. 또 다른 이유는 분노한 대중에게 공산당이 문제 해결에 나서고 있다는 인상을 주기 위한 것이기도 하다.
이러한 반부패 조치의 출발점은 종종 불분명하다. 예를 들어, 천량위(Chen Liangyu)가 축출되었을 때, 분석가들은 그가 베이징의 지도부와의 권력 싸움에서 패배했기 때문이라고 평가했다. 천량위는 상하이시 당서기이자 공산당 정치국 위원이었다. 2010년에는 중국 공산당의 52개 윤리 강령이 다시 발표되기도 했다.